# Gunnar Halle
Gunnar Halle (Larvik, 11 augustus 1965) is een voormalig betaald voetballer uit Noorwegen die speelde als rechtervleugelverdediger. Hij speelde jarenlang in Engeland, onder meer voor Leeds United en Bradford City, en beëindigde zijn loopbaan in 2003 bij Lillestrøm SK. Nadien was hij actief als voetbaltrainer.

## Clubcarrière
Halle was een van de dertien buitenlandse voetballers die in actie kwamen op de allereerste speeldag van de Premier League op 15 augustus 1992. De anderen waren Jan Stejskal, Peter Schmeichel, Andrej Kantsjelskis, Roland Nilsson, Éric Cantona, Hans Segers, John Jensen, Anders Limpar, Michel Vonk, Craig Forrest, Robert Warzycha en Ronny Rosenthal.

## Interlandcarrière
Onder leiding van bondscoach Nils Arne Eggen maakte Halle zijn debuut voor het Noors voetbalelftal op 14 november 1987 in de olympische kwalificatiewedstrijd tegen Bulgarije (4-0) in Sofia, net als Tom Gulbrandsen (Mjøndalen IF), Bent Skammelsrud (Drøbak/Frogn IL) en Karl Petter Løken (Rosenborg BK). Halle  speelde in totaal 64 interlands en scoorde vijf keer voor zijn vaderland. Hij nam met zijn vaderland deel aan het WK voetbal 1998 in Frankrijk, waar de Noren in de achtste finales werden uitgeschakeld door Italië. Ook was hij actief bij het WK voetbal 1994 in de Verenigde Staten.
| Interlanddoelpunten | Interlanddoelpunten | Interlanddoelpunten | Interlanddoelpunten    | Interlanddoelpunten | Interlanddoelpunten | Interlanddoelpunten | Interlanddoelpunten |
| №                   | Datum               | Locatie             | Wedstrijd              | Goal(s)             | Score               | Uitslag             | Competitie          |
| ------------------- | ------------------- | ------------------- | ---------------------- | ------------------- | ------------------- | ------------------- | ------------------- |
| 1                   | 31 mei 1989         | Oslo                | Noorwegen – Oostenrijk | 33'                 | 4 – 1               | 4 – 1               | Oefeninterland      |
| 2                   | 9 september 1992    | Oslo                | Noorwegen – San Marino | 6'                  | 2 – 0               | 10 – 0              | WK-kwalificatie     |
| 3                   | 9 september 1992    | Oslo                | Noorwegen – San Marino | 52'                 | 3 – 0               | 10 – 0              | WK-kwalificatie     |
| 4                   | 9 september 1992    | Oslo                | Noorwegen – San Marino | 69'                 | 8 – 0               | 10 – 0              | WK-kwalificatie     |
| 5                   | 6 februari 1995     | Larnaca             | Noorwegen – Estland    | 57'                 | 4 – 0               | 7 – 0               | Oefeninterland      |

## Erelijst
Lillestrøm SK
- Tippeligaen

1986, 1989